# إدوارد توماس برادي
إدوارد توماس برادي (بالإنجليزية: Edward Thomas Brady)‏ هو محامي وقاضي أمريكي، ولد في 1 نوفمبر 1943 في بروكلين في الولايات المتحدة.

## وصلات خارجية
- إدوارد توماس برادي على موقع إن إن دي بي (الإنجليزية)